# Нижний Акбаш
Ни́жний Акба́ш (кабард.-черк. Инэркъуей цӏыкӏу) — село в Терском районе республики Кабардино-Балкария. Входит в состав муниципального образования «сельское поселение Тамбовское».

## География
Селение расположено в центральной части Терского района, в 12 км к северо-востоку от районного центра Терек и в 67 км к востоку от города Нальчик.
Граничит с землями населённых пунктов: Тамбовское на юге и Арик на северо-западе. Также дорогой через Арикский хребет связан с селением Терекское.
Населённый пункт находится на наклонной Кабардинской равнине, в переходной от предгорной в равнинную, зоне республики. Средние высоты на территории села составляют 253 метров над уровнем моря. Рельеф местности представляют собой в основном наклонную предгорную равнину, переходящая на севере в склоны Арикского хребта.
Гидрографическая сеть представлена в основном руслами каналов. Так вдоль западной окраины села проходит Акбашский канал, а к востоку от села тянется и Тамбовский канал. Также местность богата грунтовыми водами.
Климат влажный умеренный с тёплым летом и прохладной зимой. Среднегодовая температура воздуха составляет около +10,5°С, и колеблется от средних +22,5°С в июле, до средних −2,0°С в январе. Минимальные температуры зимой крайне редко отпускаются ниже −10°С, летом максимальные температуры достигают +35°С. Среднегодовое количество осадков составляет около 650 мм. Основная часть осадков выпадает в период с апреля по июнь. Основные ветры — восточные и северо-западные.

## История
До Земельной реформы Кабарды в 1867 году, местность на которой расположено современное село входило во владения кабардинских вуорков (дворян) Астемировых и здесь располагался один из их аулов, который в результате мухаджирства сильно запустел.
В 1865 году дворяне Астемировы продали некоторые участки своих земель крестьянам-переселенцам из Тамбовской губернии, которые на этой земле основали село Тамбовское.
В 1919 году остатки аула Астемирово были разрушены в ходе боевых действий между белогвардейцами и красногвардейцами.
В 1921 году сюда переселились несколько семей из села Инаркой. Первыми переселенцами были представители родов — Шогеновых, Мешевых, Шериевых, Шомаховых, Кабардоковых, Уначевых и Ордашевых. В память о своём прежнем селе, новое селение первопоселенцами было названо — Малое Инароково.
В 1924 году в селе был создан комитет крестьянской общественной взаимопомощи, и построены начальная школа и больничный пункт.
В 1930 году в ходе коллективизации был создан колхоз. Тогда же село было переименовано в Нижний Акбаш.
Во время Великой Отечественной войны, в конце ноября 1942 года село было оккупировано немецкими войсками. Освобождено в начале января 1943 года. В память о павших в боях при освобождении села и сельчан погибших на фронтах войны, в селе установлены памятники.
Ныне Нижний Акбаш слился с селением Тамбовское, и фактически представляют собой один населённый пункт.

## Население
| 2002 | 2010  | 2021  |
| ---- | ----- | ----- |
| 1030 | ↘1026 | ↗1036 |

Национальный состав
По данным Всероссийской переписи населения 2010 года:
| Народ      | Численность, чел. | Доля от всего населения, % |
| ---------- | ----------------- | -------------------------- |
| кабардинцы | 1 014             | 98,8 %                     |
| другие     | 12                | 1,2 %                      |
| всего      | 1 026             | 100 %                      |

По данным Всероссийской переписи населения 2021 года:
| Народ               | Численность, чел. | Доля от всего населения, % |
| ------------------- | ----------------- | -------------------------- |
| кабардинцы          | 1 008             | 97,30 %                    |
| черкесы             | 14                | 1,35 %                     |
| другие / не указано | 14                | 1,35 %                     |
| всего               | 1 036             | 100,0 %                    |

Поло-возрастной состав
По данным Всероссийской переписи населения 2010 года:
| Возраст     | Мужчины, чел. | Женщины, чел. | Общая численность, чел. | Доля от всего населения, % |
| ----------- | ------------- | ------------- | ----------------------- | -------------------------- |
| 0 — 14 лет  | 116           | 125           | 241                     | 23,5 %                     |
| 15 — 59 лет | 332           | 333           | 665                     | 64,8 %                     |
| от 60 лет   | 37            | 83            | 120                     | 11,7 %                     |
| Всего       | 485           | 541           | 1 026                   | 100,0 %                    |

Мужчины — 485 чел. (47,3 %). Женщины — 541 чел. (52,7 %).
Средний возраст населения — 32,5 лет. Медианный возраст населения — 30,5 лет.
Средний возраст мужчин — 32,0 лет. Медианный возраст мужчин — 30,1 лет.
Средний возраст женщин — 33,1 лет. Медианный возраст женщин — 30,5 лет.

## Инфраструктура
Основные объекты социальной инфраструктуры являются общими с центром сельского поселения и расположены в селе Тамбовское.

## Экономика
Основу экономики села составляет сельское хозяйство. Наибольшее развитие получили выращивания злаковых и технических культур, а также овощеводство.

## Улицы
| Гагарина |
| Дукова   |

| Калмыкова |
| Ленина    |

| Садовая |
| Сталина |

## Примечание
1. 1 2  Итоги Всероссийской переписи населения 2020 года (по состоянию на 1 октября 2021 года)
2. ↑  Численность населения Кабардино-Балкарской Республики по сельским населённым пунктам по итогам ВПН-2002
3. ↑  Численность населения КБР в разрезе населённых пунктов по итогам Всероссийской переписи населения 2010 года
4. 1 2  База микроданных Всероссийской переписи населения 2010 года. Дата обращения: 15 ноября 2015. Архивировано из оригинала 9 июня 2014 года.
5. ↑  Итоги Всероссийской переписи населения 2020 года. Том 5. Национальный состав и владение языками. Таблица 1. Национальный состав населения Кабардино-Балкарской Республики, городских округов и муниципальных районов. Дата обращения: 9 октября 2023. Архивировано 16 октября 2023 года.
6. ↑  Численность населения КБР по итогам Всероссийской переписи населения 2010 года. Дата обращения: 23 ноября 2016. Архивировано из оригинала 24 июня 2016 года.